# Pouce-Pouce
 (octobre 2012).
Si vous disposez d'ouvrages ou d'articles de référence ou si vous connaissez des sites web de qualité traitant du thème abordé ici, merci de compléter l'article en donnant les références utiles à sa vérifiabilité et en les liant à la section « Notes et références ».
Pouce-Pouce (Putt-Putt en anglais) est une série de jeux vidéo pointer-et-cliquer pour enfants, développée par Humongous Entertainment. Les jeux Pouce-Pouce sont des jeux d'aventure où le joueur incarne une petite voiture violette nommée Pouce-Pouce, accompagnée de son chien Peps, et doit résoudre différentes quêtes à travers des mini-jeux ou des énigmes.

## Histoire
Il met en avant un héros, Pouce-Pouce, qui est une petite voiture interactive accompagnée de son chien. Ils vont vivre au fil des jeux des aventures, permettant aux enfants de s'amuser tout en apprenant.

## Jeux
En France, seul quatre des volets Pouce-Pouce ont été exposés au grand public.

### Pouce-Pouce sauve le zoo(1995)
Dans ce jeu, sorti en 1995, Pouce-Pouce doit aller découvrir le zoo de Tacoville, sur le point d'ouvrir. Il a la responsabilité de livrer un sac de nourriture pour le responsable du zoo. Mais celui-ci lui apprend que certains bébés animaux ont disparu, et que le zoo ne peut donc pas ouvrir. Pouce-Pouce se propose alors pour retrouver tous ces jeunes animaux, afin de permettre l'ouverture prévue.
Alors s'ensuit une exploration des différentes zones du zoo, au cours de laquelle la petite voiture va découvrir divers objets qui vont l'aider à retrouver les petits animaux et ainsi les rendre à leurs parents. Ce sera aussi l'occasion d'apprendre des informations sur les différents animaux grâce aux haut-parleurs répartis dans toutes les zones.
Une fois toutes ces retrouvailles faites, Pouce-Pouce pourra alors assister à l'inauguration du zoo.

Voix françaises : Jackie Berger, Brigitte Lecordier, Kelly Marot, Barbara Tissier, Marie Vincent, Roger Carel, François Jerosme, Éric Métayer, Sophie Arthuys, etc.

### Pouce-Pouce voyage dans le temps(1997)

Dans ce jeu, Pouce-Pouce doit retrouver sa rédaction, son chien, sa calculatrice et sa boîte à pique-nique, qui ont été éparpillés dans quatre époques différentes : "l'époque des dinosaures", le Moyen Âge, "l'époque du Far West" et le futur. Pour ce faire, il doit voyager dans le temps.
Il rencontrera divers objets et personnages qui l'aideront dans sa quête et y arrivera à bout, pour finalement retourner dans le présent. À son retour, "la porte du temps" ayant servi au voyage de la petite voiture est fermée.
Durant le générique de fin, on voit Pouce-Pouce expliquer à ses camarades ce qu'il a appris durant son voyage.

### Pouce-Pouce entre dans la course(1998)
Pouce-Pouce est invité aux 500 kilomètres de Tacoville. Mais avant la course, il doit préparer son équipement : du carburant enrichi en octane, un fanion avec son numéro, un casque pour son chien Peps et des roues qui adhèrent au circuit. Pour obtenir ces éléments, Pouce-Pouce devra aider les habitants de Tacoville.

### Pouce-Pouce découvre le cirque(2000)
Pouce-Pouce doit se rendre dans la vallée des Pommiers pour assister à la grande première du cirque de Louis Voltige. En chemin, il rencontre une locomotive nommée Edgar qui doit lui aussi se rendre au cirque pour livrer de la sciure et qui lui propose de l’emmener à la vallée après que Pouce-Pouce l'a aidé. Arrivé là-bas il rencontre Louis Voltige chef de la troupe qui, embarrassé à cause d'une mauvaise gestion des affaires de spectacle, ne peut assurer les cinq numéros principaux : Pouet le clown qui a perdu son nez rouge, les Porkovskis volants des cochons acrobates qui ont perdu leur filet de protection, Gus la puce, qui a disparu, Édouard le lion qui se retrouve avec un maillot de bain au lieu de son "Costume Royal", et enfin Katie-Boulet de canon, qui ne sait pas programmer son canon. Pouce-Pouce va devoir faire tout son possible afin de pouvoir assurer la première de ce soir... 

### Autres jeux
Voici les autres jeux Pouce-Pouce qui n'ont pas été vendus en France :
- Putt-Putt Join The Parade (1992) ;
- Putt-Putt Goes to the Moon (1993) ;
- Putt-Putt and Fatty Bear's Activity Pack (1993) ;
- Putt-Putt's Fun Pack (1993) ;
- Putt-Putt and Pep's Dog on a Stick (1996) ;
- Putt-Putt and Pep's Balloon-O-Rama (1996) ;
- Putt-Putt: Pep's Birthday Surprise (2003).

Les créateurs de la série ont aussi créé des jeux hors-série de la saga :
- Putt-Putt and Fatty Bear's Activity Pack ;
- Putt-Putt's Fun Pack ;
- Putt-Putt's Activity Pack ;
- Putt-Putt's One-Stop Fun Shop.